# Podzvičinsko
Podzvičinsko je sdružení (podle §20f a násl. Občanského zákoníku) v okresu Jičín a okresu Trutnov, jeho sídlem jsou Hořice a jeho cílem je sdružení obcí za účelem zabezpečení koordinovaného postupu orgánů místní samosprávy ve věci rozvoje cestovního ruchu ve správních území celku. Sdružuje celkem 34 obcí a byl založen v roce 2000.

## Obce sdružené v mikroregionu
- Bílá Třemešná
- Bílé Poličany
- Borek
- Borovnice
- Borovnička
- Cerekvice nad Bystřicí
- Červená Třemešná
- Dolní Brusnice
- Doubravice
- Dvůr Králové nad Labem
- Holovousy
- Hořice
- Jeřice
- Kovač
- Kuks
- Lázně Bělohrad
- Lukavec u Hořic
- Miletín
- Milovice u Hořic
- Mostek
- Ostroměř
- Pecka
- Podhorní Újezd a Vojice
- Rohoznice
- Šárovcova Lhota
- Tetín
- Třebihošť
- Třtěnice
- Úbislavice
- Úhlejov
- Velký Vřešťov
- Vidochov
- Vřesník
- Zdobín